# Peter Krištof Akai
Peter Krištof Akai (25. březen 1706, Velká Hradná – 28. březen 1766/7, Kláštor pod Znievom) byl slovenský filozof a astronom. Narodil se do slovenské zemanské rodiny. Studoval na gymnáziu v Trenčíně, později přešel do Vídně. Od roku 1745 působil na Trnavské univerzitě jako profesor logiky, pak odešel do Košic přednášet filozofii. V letech 1760 až 1762 působil v Klášteře pod Znievom. V roce 1737 vyšlo v Košicích jeho přírodněfilozofické dílo Cosmographia seu philosophica mundi descriptio (česky Kosmografie nebo filozofický popis světa) .